# Іхшиди
Іхшиди або Іхшидіди (араб. الدوله الاخشيديه) — тюркська династія володарів Єгипту. Заснувала власну державу зі столицею в Фустаті. Згодом поширила владу на частину Судану, Аравії, а також Палестину, Сирію й Киренаїку. У 969 році була повалена фатімідськими військами.

## Історія
Після повалення династії Тулунідів халіфи в Багдаді намагалися якомога сильніше мати контроль над Єгиптом, призначаючи туди намісників (валі). Втім військо, що залишилося після тулунідів, та сформована місцева знать постійно збурювалися проти центрального уряду. Тому доводилося часто змінювати аббасидських намісників у Фустаті, столиці провінції.
У 935 році намісником халіфа в Єгипті й Сирії було призначено Мухаммада ібн Тугджа, тюрка за походженням. У 937 році за перемогу над Фатімідами він отримав від халіфа почесний титул «іхшид», який на батьківщині його предків у Согді і Фергані означав «князь, правитель». Досить швидко Мухаммад ібн Тугдж зробив своє володіння майже незалежним, успішно відбиваючи спроби халіфа знову підпорядкувати собі Єгипет і Сирію.
Після смерті Мухаммада у 946 році фактично владу перебрав Абу аль-Міск Кафур, який продовжив політику засновника династії, зумівши зберегти та дещо розширити володіння держави. Втім, після смерті останнього у 968 році держава швидко занепала й у 969 році була захоплена фатімідським військовиком Джаухаром аль-Сікіллі. Останнього Іхшида було відправлено до Магрибу (сучасне Марокко), де той жив до своєї смерті.

## Валі
- Мухаммад ібн Тугдж (935—946)
- Абу'л-Касім Унуджур (946—961)
- Абу'л-Хасан Алі (961—966)
- Абу аль-Міск Кафур (966—968)
- Абу'л-Фаваріс Ахмед ібн-Алі (968—969)